# Fissidens minimus
Fissidens minimus är en bladmossart som beskrevs av Schiavone 1981. Fissidens minimus ingår i släktet fickmossor, och familjen Fissidentaceae. Inga underarter finns listade i Catalogue of Life.